# M1 81mm 迫撃砲
M1 81mm 迫撃砲（M1 Mortar）は、アメリカ軍が使用した口径81mmの中迫撃砲である。

## 概要
M1迫撃砲は、フランスのストークブラン社が設計した81mm迫撃砲をライセンス生産したものであり、陸軍と海兵隊において歩兵大隊の迫撃砲小隊に6門が配備されていた。また、機甲師団向けにM2ハーフトラックにM1迫撃砲を搭載したM4自走迫撃砲や、M3ハーフトラックにM1迫撃砲を搭載したM21自走迫撃砲も製造されている。
ストークブラン社製81mm迫撃砲は、世界各国でライセンス生産されたり迫撃砲設計の参考品とされていたため、第二次世界大戦においては敵国である日本陸軍が使用していた九七式曲射歩兵砲（これもストークブラン迫撃砲をライセンス生産したもの）との間に弾薬の互換性があるという事態が発生している。実際には射程がわずかに違うため、日米双方で相手の砲弾を使用した場合の射表を用意していた。
M1迫撃砲は朝鮮戦争でも使用されたほか、西側諸国に大量供与され、アメリカ軍では1950年代後半より、軽量化・長射程化されたM29 81mm 迫撃砲により更新されて退役した。戦後の日本でも警察予備隊時代より供与を受けて運用していたが、同様に、64式81mm迫撃砲により更新されて退役した。

## 運用国

### 現用
- ドミニカ共和国 - 2024年時点で、ドミニカ共和国陸軍が60門のM1を保有[1]。
- ウルグアイ - 2024年時点で、ウルグアイ陸軍が35門のM1を保有[2]。

## 諸元・性能
諸元
- 種別: 迫撃砲
- 口径: 81.2mm
- 砲身長: 1,210mm
- 重量: 136ポンド（61.5kg）

- 砲身：44.5ポンド（20kg）
- 底盤：45ポンド（20kg）
- 支持架：46.5ポンド（21kg）

性能
- 初速: 213m/秒（榴弾）
- 有効射程: 183-3,010m（M43A1軽榴弾）
- 発射速度: 30-35発/分（最大）, 18発/分（持続）

砲弾・装薬
- 弾薬: 81mm迫撃砲弾・装薬
- 砲弾:

- M43A1軽榴弾（砲弾重量：3.11kg、最大射程：3,010m）
- M45/M45B1重榴弾（砲弾重量：4.82kg、最大射程：2,064m）
- M56重榴弾（砲弾重量：6.81kg、最大射程：1,200m）
- M57白燐弾（砲弾重量：4.87kg、最大射程：2,260m）
- M301照明弾（発光開始高度：137m、発光持続時間：60秒）

## 登場作品

### 映画
『大怪獣バラン』
陸上自衛隊が、怪獣バランに対して使用する。作中では通常の砲弾のほか、湖からバランを追い出すために特殊な薬品を詰めた砲弾も発射される。
『フューリー』
アメリカ軍兵士が補給所に展開し、前線に向けて砲撃を行う。

### ゲーム
『バトルフィールド1942 シークレット・ウェポン』
M21 81mm自走迫撃砲に搭載されている。